# Euscelidia adusta
Euscelidia adusta là một loài ruồi trong họ Asilidae. Euscelidia adusta được Dikow miêu tả năm 2003. Loài này phân bố ở vùng nhiệt đới châu Phi.